# Rubén Martínez (Fußballspieler, 1984)
Rubén Iván Martínez Andrade (* 22. Juni 1984 in A Coruña) ist ein spanischer Fußballspieler, der zuletzt in Diensten von AEK Larnaka stand.

## Karriere
1997 wechselte Martínez in die Jugend des FC Barcelona und war anschließend für dessen B-Mannschaft aktiv. Er spielte in der Saison 2004/05 auch zweimal für die 1. Mannschaft und gewann dort die nationale Meisterschaft. Nachdem er insgesamt nur drei Pflichtspiele bei den Profis bestritt und zwischenzeitlich an Racing de Ferrol ausgeliehen war (ohne je für das Team gespielt zu haben), wechselte er 2008 zum FC Cartagena. Zwei Jahre später wechselte er zum FC Málaga, wo er sich aber nicht als Stammspieler durchsetzen konnte und deshalb 2012 an den Ligarivalen Rayo Vallecano ausgeliehen wurde. Nachdem Martínez sich dort in der Leihphase etablieren konnte, wechselte er zur Saison 2013/14 fest nach Vallecano und absolvierte 34 der 38 Ligaspiele in dieser Spielzeit. Zur Spielzeit 2014/15 wechselte er zu UD Almería und ein Jahr später ging er zu UD Levante. Weiter Stationen waren Deportivo La Coruña, der RSC Anderlecht und CA Osasuna. Seit dem Sommer 2021 stand er bei AEK Larnaka auf Zypern unter Vertrag. Dort blieb er aber nur bis Januar des Folgejahres, seitdem ist er vereinslos.

## Erfolge
- Spanischer Meister: 2005
- Belgischer Meister: 2017